# الشوك والقرنفل
الشوك والقرنفل رواية من تأليف الروائي والسياسي الشهيد الفلسطيني يحيى السنوار، تم تأليف الرواية في ظروف استثنائية داخل السجون الإسرائيلية. وتعكس الرواية حياة عائلة فلسطينية في مخيم الشاطئ بغزة، متناولة الأحداث التي تلت عام 1967.